# Oliver Reck
Oliver Reck (* 27. Februar 1965 in Frankfurt am Main) ist ein ehemaliger deutscher Fußballtorwart und heutiger Fußballtrainer.

## Spielerkarriere

### Verein
In der Bundesliga spielte er für Kickers Offenbach, Werder Bremen und den FC Schalke 04. Von 1983 bis 2003 absolvierte er als Torwart insgesamt 471 Spiele und erzielte einen Treffer per Elfmeter gegen den FC St. Pauli.
Seine Karriere begann Reck zur Spielzeit 1983/84 in der Bundesliga bei den Kickers aus Offenbach. Am 20. Spieltag, 4. Februar 1984, gab er sein Ligadebüt im Spiel gegen den 1. FC Köln. Beim 2:0-Sieg stand der Torhüter in der Startformation. Von da an löste er Valentin Herr als Stammtorwart ab. Doch auch Reck konnte den Abstieg nicht abwehren, so dass die Offenbacher in der Folgesaison zweitklassig spielen mussten. Dort schaffte es der Jungspieler zur unumstrittenen Nummer 1 und absolvierte 38 Spiele, zusammen mit Bernd Beck die meisten in diesem Spieljahr. So persönlich gut die eigene Karriere fortschritt, so schlecht lief es in der Liga. Offenbach stieg erneut ab und Reck entschied sich im Sommer 1985 für einen Wechsel zu Werder Bremen. Fortan war er für zwei Jahre die Nummer drei hinter Dieter Burdenski und Klaus Funk. Im Sommer 1987 löste er den 15 Jahre älteren Burdenski schließlich ab, und Reck erhielt das Vertrauen von Werder-Trainer Otto Rehhagel. Am 1. August 1987 gab der Torhüter sein Ligadebüt für die Norddeutschen beim Auswärtsspiel gegen Hannover 96. Bis 1998 war Reck schließlich Stammtorhüter der Bremer und absolvierte, abgesehen von der Saison 1995/96, immer 30 oder mehr Spiele für den Verein. In diese Zeit fallen die Siege im DFB-Pokal 1991 und 1994, die deutsche Meisterschaft 1988 und 1993 sowie der Erfolg im Europapokal der Pokalsieger 1992. Im Europapokalfinale spielte jedoch nicht Reck, sondern sein Ersatzmann Jürgen Rollmann, da Reck im Finale nach einer gelben Karte wegen einer Ohrfeige gegen einen Gegenspieler im Halbfinal-Rückspiel gesperrt war.
Im Sommer 1998 zog es Reck zum Ligakonkurrenten FC Schalke 04. Dort musste er bis zum 16. Spieltag warten, ehe er sein Ligadebüt für die Königsblauen geben konnte. Bis 2002 war er Stammtorhüter in Gelsenkirchen. Mit der Verpflichtung von Frank Rost wurde 2002/03 sein Nachfolger auf Schalke geholt. Reck bestritt nochmals zwei Ligaspiele. Sein letztes am 17. November 2002 gegen den VfL Bochum. Wie schon in Bremen konnte Reck auch mit Schalke 2001 und 2002 den deutschen Pokalsieg feiern.
Trotz seiner zahlreichen Titel mit Werder Bremen wurde und wird Reck von vielen Fußballfans vor allem mit seinem Spitznamen „Pannen-Olli“ assoziiert. Der Spitzname entstand aufgrund einiger spektakulärer Torwartfehler, die Reck im Laufe seiner Karriere unterliefen. Besonders zu Beginn seiner Laufbahn bei Werder Bremen leistete er sich einige Fehler und Unsicherheiten. Dennoch hielt sein damaliger Trainer Otto Rehhagel bedingungslos zu ihm. Rehhagel und andere kritisierten mehrfach die Boulevard-Presse, die maßgeblich zur Etablierung des Spitznamens beitrug.
Reck hielt lange den Rekord für die wenigsten Gegentore (22) in einer Bundesliga-Saison, den er 1988 aufstellte. Nur Oliver Kahn in der Saison 2007/08 (21) und Manuel Neuer in der Saison 2012/13 (18) kassierten weniger Gegentreffer. Reck bestritt in seiner Karriere insgesamt 173 Bundesligaspiele zu Null.

### Nationalmannschaft
1988 nahm er mit der deutschen Olympiamannschaft an den Olympischen Spielen in Seoul teil, kam da aber nicht zum Einsatz. Die Mannschaft gewann die Bronzemedaille.
In der Nationalmannschaft spielte er das einzige Mal am 4. Juni 1996 beim 9:1-Erfolg gegen Liechtenstein. Im gleichen Jahr wurde er mit der deutschen Mannschaft Fußballeuropameister in England, blieb allerdings beim Turnier ohne Einsatz. Dafür wurde er – zusammen mit der Mannschaft – von Bundespräsident Roman Herzog mit dem Silbernen Lorbeerblatt geehrt.

## Trainerkarriere
Nach der Entlassung von Frank Neubarth im März 2003 wurde Reck Co-Trainer von Marc Wilmots bei Schalke 04. Ab der Saison 2003/04 war er hauptsächlich Torwarttrainer, aber auch Co-Trainer unter dem Interimstrainer Eddy Achterberg. Im Sommer 2005 absolvierte er den Trainer-Lehrgang für die A-Lizenz des Deutschen Fußball-Bundes. Von Juli bis November 2005 folgte dann die Ausbildung zum Fußballlehrer. Am 12. Dezember 2005 wurde er nach der Beurlaubung von Cheftrainer Ralf Rangnick Interimstrainer auf Schalke. Diesen Posten behielt er bis zum 4. Januar 2006, dem Tag der Ernennung von Mirko Slomka zum neuen Chefcoach. In die Zeit seiner Interimstrainerschaft fiel nur ein Spiel, ein 0:2 beim VfB Stuttgart am 17. Dezember. Mit der Ernennung von Slomka zum neuen Cheftrainer übernahm Reck abermals den Job des Torwarttrainers.
Nach der Beurlaubung von Fred Rutten am 26. März 2009 leitete er gemeinsam mit Mike Büskens und Youri Mulder erneut übergangsweise bis zum Ende der Saison 2008/09 das Training der ersten Schalker Mannschaft. Mit der Verpflichtung von Felix Magath als Cheftrainer ab der folgenden Spielzeit wurde das Trio vollständig abgelöst. Recks Posten als Torwarttrainer übernahm Bernd Dreher. Zur Saison 2010/11 übernahm Reck den Posten des Torwarttrainers beim Zweitligisten MSV Duisburg. Nach der Beurlaubung von Trainer Milan Šašić am 28. Oktober 2011 wurde er vorerst zum Interimstrainer berufen, bevor er am 8. November 2011 dauerhaft zum Cheftrainer ernannt wurde. Nach drei Auftaktniederlagen zu Beginn der Saison 2012/13 wurde Reck am 25. August 2012 vom MSV entlassen.
Zur Saison 2013/14 unterschrieb Reck einen Zweijahresvertrag als Torwarttrainer bei Fortuna Düsseldorf. Nach der Trennung des Vereins von Cheftrainer Mike Büskens wurde Reck zum „Interimstrainer“ ernannt.
Am 30. Dezember 2013 löste ihn der neue Cheftrainer Lorenz-Günther Köstner ab und Reck übernahm wieder den Posten des Torwarttrainers. Vom 29. Spieltag bis zum Saisonende vertrat er den erkrankten Köstner und holte in der Saison als Verantwortlicher, die Spiele als Interimscoach mit einberechnet, 22 von 27 möglichen Punkten. Zur Saison 2014/15 wurde der Vertrag mit Köstner aufgelöst und Reck als Cheftrainer bestätigt. Am 23. Februar 2015 wurde Reck vom Vorstand von Fortuna Düsseldorf beurlaubt.
Am 27. Januar 2016 wurde Reck Trainer seines Jugendvereins Kickers Offenbach, wo er die Nachfolge von Rico Schmitt antrat. Sein Vertrag wurde nach der Spielzeit 2017/18, in der er mit der Mannschaft den dritten Rang belegte, nicht verlängert.
In der Winterpause der Regionalligasaison 2019/20 übernahm Reck zum 1. Januar 2020 das Amt des Cheftrainers beim Tabellenfünfzehnten SSV Jeddeloh II von Interimstrainer Ansgar Schnabel. Sein Vertrag war ursprünglich bis Saisonende gültig, wurde trotz stagnierender Mannschaftsleistungen bereits Ende März um ein Jahr verlängert. Am 13. April 2022 wurde verkündet, dass der Vertrag in gemeinsamer Übereinkunft nicht über den Sommer 2022 hinaus verlängert wird.
Am 29. Mai 2022 wurde Reck dann als neuer Trainer von FC Rot-Weiß Koblenz zur Regionalligasaison 2022/23 bekannt gegeben. Doch schon nach sechs Monaten und auf dem letzten Tabellenplatz liegend wurde er am 7. November 2022 wieder vom Verein entlassen.

## Erfolge

### Nationalmannschaft
- Europameister: 1996
- Olympische Bronzemedaille: 1988

### Vereine
International
- Europapokalsieger der Pokalsieger: 1992 (Werder Bremen)

National
- Deutscher Meister (2): 1988, 1993 (beide Werder Bremen)
- Deutscher Pokalsieger (4): 1991, 1994 (beide Werder Bremen), 2001, 2002 (beide FC Schalke 04)
- Deutscher Supercupsieger (3): 1988, 1993, 1994 (alle Werder Bremen)

## Sonstiges
- Oliver Reck ist Mitglied der Stiftung Jugendfußball.
- Sein einziges Profitor erzielte Reck am 9. Februar 2002. Er traf im Bundesligaspiel gegen den FC St. Pauli per Elfmeter zum 4:0-Endstand und war damit der älteste Schalker Torschütze in der Bundesliga, bis ihn Klaas-Jan Huntelaar am 3. April 2021 ablöste.[24]
- Gleich zweimal war Frank Rost sein Nachfolger als Stammtorwart, einmal in Bremen und einmal auf Schalke.
- Im Januar 2013 erlitt Oliver Reck im Skiurlaub in Österreich einen Herzinfarkt.[25]
- Oliver Reck hat vier Söhne, die ebenfalls als Fußballer tätig sind bzw. waren[26]
  - Daniel Reck (* 1988), Torwart, zuletzt bis zum Karriereende 2020 bei Eintracht Braunschweig II. Zuvor war dieser bei der FT Braunschweig aktiv, mit der er 2014 am DFB-Pokal teilnahm.[27]
  - Marc-Philip Reck (* 1993), zuletzt als Torwart bei Schwarz-Weiss Oldenburg (Kreisliga)
  - Gian-Luca Reck (* 2002), von 2022 bis 2024 als Torwart in der Regionalliga West für den 1. FC Bocholt.[28] Seit 2024 ist er beim niedersächsischen Oberligisten SV Wilhelmshaven unter Vertrag.[29]
  - Noel-Etienne Reck (* 2005), Mittelstürmer, spielte in der Jugend beim Rot-Weiss Essen. 2025 wechselte er zum Oberligisten KFC Uerdingen.[30]
- Oliver Reck war Stiefvater des Profifußballers Pierre-Michel Lasogga, mit dessen Mutter Kerstin er liiert war.
- Reck ist seit der Saison 2023/2024 Experte und Co-Kommentator bei Sport1, bei den 2. Fußball-Bundesliga Live-Spielen am Samstag Abend (20:30).[31]